# بنسون جيتشارو
بنسون جيتشارو (بالإنجليزية: Benson Gicharu) (مواليد 3 مايو 1985) هو ملاكم كيني، مثّل بلاده في دورتي الألعاب الأولمبية الصيفية 2012 و2016.

## روابط خارجية
بنسون جيتشارو على موقع بوكس ريك (الإنجليزية) (registration required)
- بنسون جيتشارو على موقع اللجنة الأولمبية الدولية (الإنجليزية)
- بنسون جيتشارو على موقع أوليمبيديا (الإنجليزية)